# Agder
Agder  es un condado (fylke) y también un distrito histórico de Noruega en la región más al sur de Noruega.
Antes de la reforma regional aplicada desde el 1 de enero de 2020, la región estaba dividida en dos condados, Vest-Agder y Aust-Agder. Desde principios de la década de 1900, el término Sørlandet ("país del sur") se ha utilizado comúnmente para esta región, a veces con la inclusión del vecino condado de Rogaland. Antes de eso, el área se consideraba parte del Oeste de Noruega.
El área fue un pequeño reino medieval, y después de la unificación de Noruega se conoció como Egdafylki y más tarde Agdesiden, un condado dentro del reino de Noruega. El nombre de Agder no se utilizó después de 1662, cuando el área se dividió en unidades gubernamentales más pequeñas llamadas Nedenæs, Råbyggelaget, Lister y Mandal. El nombre fue recuperado en 1919 cuando dos condados de Noruega que correspondían aproximadamente al antiguo condado de Agdesiden pasaron a llamarse Aust-Agder (Agder del Este) y Vest-Agder (Agder del oeste). Incluso antes de que los dos condados se unieran en 2020, cooperaron de muchas maneras; la Universidad de Agder tenía sitios tanto en Aust-Agder como en Vest-Agder, al igual que muchas otras instituciones, como la Diócesis de Agder og Telemark, el Tribunal de Apelación de Agder y el Distrito de Policía de Agder .

## Nombre
El nombre Agder es más antiguo que el idioma noruego. Se desconoce su significado. Así como el idioma noruego deriva del nórdico antiguo, Agder derivaría de la palabra nórdica antigua Agðir. A principios de la era vikinga, antes de Harald Fairhair, Agðir era un pequeño reino habitado por un pueblo que lleva su nombre, los egðir.
Nada en el nórdico antiguo da alguna pista sobre el significado de la palabra; no se produjo (a partir de segmentos conocidos) en nórdico antiguo, lo que significa que el nombre sería aún más antiguo. Se cree que los egðir serían los mismos etimológicamente que el pueblo Augandzi mencionado en la Getica de Jordanes,  que escribió sobre Scandza (Escandinavia) en el siglo VI. Si Scandza de Jordanes es una forma palatalizada de *Scandia, entonces Augandzi es probablemente una forma palatalizada de *Augandii, residentes de *Augandia.
Un nombre de ese período tendría que estar más cerca del protogermánico; de hecho, una palabra de ese período se presenta y se ajusta a la tradición geográfica de la época: *agwjō (que significa 'isla'), que Jordanes y todos sus predecesores que escribieron sobre Escandinavia creían que era. Una simple metátesis produce una forma posiblemente tardía,  *augjo-, pero esta derivación es especulativa. No hay otra evidencia sobre Auganza, y su conexión con Egder también es hipotética.

### Municipalidades
Agder tiene 25 municipalidades.
| º  |               |                         |        |                 |              |            |            |         |                      |                    |                                             |                                      |
| -- | ------------- | ----------------------- | ------ | --------------- | ------------ | ---------- | ---------- | ------- | -------------------- | ------------------ | ------------------------------------------- | ------------------------------------ |
| #  | N.º municipio | Localización            | Escudo | Nombre          | Sede         | Habitantes | Área (km²) | Forma   | Distrito             | Creado             | Antiguo n.º municipiol                      | Antiguo condado (distrito electoral) |
| 1  | 4201          | Risør kommune           |        | Risør           | Risør        | 6809       | 193,01     | Nøytral | Østre Agder          | 1 de enero de 2020 | 0901 Risør                                  | Aust-Agder                           |
| 2  | 4202          | Grimstad kommune        |        | Grimstad        | Grimstad     | 23 544     | 303,52     | Bokmål  | Østre Agder          | 1 de enero de 2020 | 0904 Grimstad                               | Aust-Agder                           |
| 3  | 4203          | Arendal kommune         |        | Arendal         | Arendal      | 44 999     | 270,00     | Bokmål  | Østre Agder          | 1 de enero de 2020 | 0906 Arendal                                | Aust-Agder                           |
| 4  | 4204          | Kristiansand kommune    |        | Kristiansand    | Kristiansand | 111 633    | 644,16     | Bokmål  | Kristiansandregionen | 1 de enero de 2020 | 1001 Kristiansand 1017 Songdalen 1018 Søgne | Vest-Agder                           |
| 5  | 4205          | Lindesnes kommune       |        | Lindesnes       | Mandal       | 23 046     | 934,32     | Bokmål  | Lindesnesregionen    | 1 de enero de 2020 | 1002 Mandal 1021 Marnardal 1029 Lindesnes   | Vest-Agder                           |
| 6  | 4206          | Farsund kommune         |        | Farsund         | Farsund      | 9691       | 262,45     | Bokmål  | Lister               | 1 de enero de 2020 | 1003 Farsund                                | Vest-Agder                           |
| 7  | 4207          | Flekkefjord kommune     |        | Flekkefjord     | Flekkefjord  | 9028       | 543,23     | Bokmål  | Lister               | 1 de enero de 2020 | 1004 Flekkefjord                            | Vest-Agder                           |
| 8  | 4211          | Gjerstad kommune        |        | Gjerstad        | Gjerstad     | 2428       | 322,14     | Nøytral | Østre Agder          | 1 de enero de 2020 | 0911 Gjerstad                               | Aust-Agder                           |
| 9  | 4212          | Vegårshei kommune       |        | Vegårshei       | Myra         | 2097       | 355,66     | Nøytral | Østre Agder          | 1 de enero de 2020 | 0912 Vegårshei                              | Aust-Agder                           |
| 10 | 4213          | Tvedestrand kommune     |        | Tvedestrand     | Tvedestrand  | 6053       | 217,95     | Bokmål  | Østre Agder          | 1 de enero de 2020 | 0914 Tvedestrand                            | Aust-Agder                           |
| 11 | 4214          | Froland kommune         |        | Froland         | Osedalen     | 5951       | 644,55     | Nøytral | Østre Agder          | 1 de enero de 2020 | 0919 Froland                                | Aust-Agder                           |
| 12 | 4215          | Lillesand kommune       |        | Lillesand       | Lillesand    | 11 074     | 190,25     | Bokmål  | Kristiansandregionen | 1 de enero de 2020 | 0926 Lillesand                              | Aust-Agder                           |
| 13 | 4216          | Birkenes kommune        |        | Birkenes        | Birkeland    | 5226       | 674,20     | Nøytral | Kristiansandregionen | 1 de enero de 2020 | 0928 Birkenes                               | Aust-Agder                           |
| 14 | 4217          | Åmli kommune            |        | Åmli            | Åmli         | 1836       | 1130,61    | Nynorsk | Østre Agder          | 1 de enero de 2020 | 0929 Åmli                                   | Aust-Agder                           |
| 15 | 4218          | Iveland kommune         |        | Iveland         | Birketveit   | 1331       | 261,64     | Nøytral | Kristiansandregionen | 1 de enero de 2020 | 0935 Iveland                                | Aust-Agder                           |
| 16 | 4219          | Evje og Hornnes kommune |        | Evje og Hornnes | Evje         | 3634       | 550,22     | Nøytral | Setesdal             | 1 de enero de 2020 | 0937 Evje og Hornnes                        | Aust-Agder                           |
| 17 | 4220          | Bygland kommune         |        | Bygland         | Bygland      | 1162       | 1312,40    | Nynorsk | Setesdal             | 1 de enero de 2020 | 0938 Bygland                                | Aust-Agder                           |
| 18 | 4221          | Valle kommune           |        | Valle           | Valle        | 1164       | 1264,74    | Nynorsk | Setesdal             | 1 de enero de 2020 | 0940 Valle                                  | Aust-Agder                           |
| 19 | 4222          | Bykle kommune           |        | Bykle           | Bykle        | 965        | 1467,27    | Nynorsk | Setesdal             | 1 de enero de 2020 | 0941 Bykle                                  | Aust-Agder                           |
| 20 | 4223          | Vennesla kommune        |        | Vennesla        | Vennesla     | 14 774     | 384,46     | Nøytral | Kristiansandregionen | 1 de enero de 2020 | 1014 Vennesla                               | Vest-Agder                           |
| 21 | 4224          | Åseral kommune          |        | Åseral          | Kyrkjebygda  | 932        | 887,51     | Nynorsk | Lindesnesregionen    | 1 de enero de 2020 | 1026 Åseral                                 | Vest-Agder                           |
| 22 | 4225          | Lyngdal kommune         |        | Lyngdal         | Alleen       | 10 365     | 642,80     | Bokmål  | Lister               | 1 de enero de 2020 | 1027 Audnedal 1032 Lyngdal                  | Vest-Agder                           |
| 23 | 4226          | Hægebostad kommune      |        | Hægebostad      | Tingvatn     | 1680       | 461,53     | Nynorsk | Lister               | 1 de enero de 2020 | 1034 Hægebostad                             | Vest-Agder                           |
| 24 | 4227          | Kvinesdal kommune       |        | Kvinesdal       | Liknes       | 5987       | 962,85     | Nøytral | Lister               | 1 de enero de 2020 | 1037 Kvinesdal                              | Vest-Agder                           |
| 25 | 4228          | Sirdal kommune          |        | Sirdal          | Tonstad      | 1822       | 1554,57    | Nøytral | Lister               | 1 de enero de 2020 | 1046 Sirdal                                 | Vest-Agder                           |
|    |               | Agder                   |        | Agder           | Kristiansand | 307 231    | 16 434,44  | Nøytral | Sørlandet            |                    |                                             | Aust-Agder Vest-Agder                |

## Historia
La Noruega de la época vikinga estaba dividida en pequeños reinos gobernados por jefes que luchaban por la tierra, la supremacía marítima o el ascenso político y buscaban alianzas o el control a través del matrimonio con otras familias reales, ya fuera voluntario o forzado. Esas circunstancias produjeron las vidas generalmente turbulentas y heroicas registradas en Heimskringla.
Por ejemplo, la saga de Ynglinga dice que Harald Redbeard, jefe de Agðir, rechazó que su hija Åsa fuese casada con Gudröd Halvdanson, por lo que Gudröd invadió Agðir, mató a Harald y a su hijo Gyrd, y se llevó a Åsa, lo quisiera ella o no. Ella dio a luz a un hijo, Halfdan el Negro obviamente llamado así por su abuelo fallecido, y más tarde arregló el asesinato de Gudröd. Entre las familias reales, esos eventos parecen haber sido bastante comunes. Su palabra fue la última en la discusión, ya que su nieto, Harald Fairhair, unificó Noruega.

### Reyes de Agder

#### Legendarios
- Vigbrand de Agder
- Herbrand Vigbrandsson
- Harald de Agder
- Vikar Haraldsson
- Harald Vikarsson
- Bjæring (posiblemente fue sólo un caudillo tribal)

#### Reyes 790–987
- Harald Granraude, 7??–815, padre de Åsa
- Gudrød el Cazador
- Åsa Haraldsdottir de Agder, entre 815 y 834–838, madre de Halfdan el Negro
- Halfdan el Negro, desde 838, padre de Harald I de Noruega
- Kjotve el Rico, finales de la década de 800
- Harald Grenske, 976–987

Antes de la Era Vikinga hay un vacío en la historia de la región durante unos pocos cientos de años, pero en Jordanes también se encuentran descritas regiones con las mismas formas de nombres pero anteriores, presumiblemente también pequeños reinos bajo jefes ahora desconocidos. La fuente anterior más creíble, Ptolomeo, ofrece el más breve de los bocetos, y solo cita a toda Noruega como los chaedini ('gente del campo'). Quizás la diferencia entre esos reinos no fuera lo suficientemente importante como para citarlos individualmente.
Antes de entonces, la fuente más creíble y respetada, Tácito en el capítulo 44 de su obra Germania había descrito a los suiones, que estaban divididos en civitates (¿reinos?) siguiendo a lo largo de la costa de Escandinavia y que eran diferentes ya que tenían flotas de un tipo especial de embarcaciones, con puntas en ambos extremos y que eran impulsadas por bancos de remos que podían reorganizarse o enviarse para el paso del río. No dependían de la vela (así dice Tácito), pero aparte de eso, no se diferenciaban de los barcos vikingos. Esos civitates recorrieron Escandinavia hasta el Ártico, o al menos hasta regiones en las que días eran muy largos, donde se habrían detenido.
Parece claro que en la Edad del Hierro romana Noruega estaríaa poblada por personas de la misma identidad que en Suecia, a quienes las fuentes latinas llamaban suiones. Al asentarse en la costa en algún momento de la prehistoria, el terreno los habría dividido en civitates. Esos estados habrían tomado principalmente nombres geográficos o nombres de individuos o personajes mitológicos. Agder seguramente sería uno de ellos.
Después de la unificación de Noruega por Harold Fairhair y el ejército y sus aliados en el siglo X, todas los civitates se convirtieron en provincias (fylker) y después de su conversión al cristianismo se convirtieron en diócesis o parroquias. La deriva del nórdico antiguo en dialectos locales y la desasimilación de las costumbres debido al aislamiento agregaron un sabor étnico a la zona, que hoy se aprecia.